# Élections législatives de 1968 dans la Haute-Loire
Les élections législatives françaises de 1968 se déroulent les 23 et 30 juin 1968. Dans le département de la Haute-Loire, deux députés sont à élire dans le cadre de deux circonscriptions.

## Élus
| Circonscription | Député sortant | Parti | Parti       | Député élu ou réélu | Parti | Parti       |
| --------------- | -------------- | ----- | ----------- | ------------------- | ----- | ----------- |
| 1re             | Jacques Barrot |       | CD          | Jacques Barrot      |       | CD          |
| 2e              | René Chazelle  |       | FGDS (SFIO) | René Chazelle       |       | FGDS (SFIO) |

## Résultats

### Résultats à l'échelle du département
| Parti          | Parti                                           | Premier tour | Premier tour | Second tour | Second tour | Sièges |
| Parti          | Parti                                           | Voix         | %            | Voix        | %           | Sièges |
| -------------- | ----------------------------------------------- | ------------ | ------------ | ----------- | ----------- | ------ |
|                | Républicains indépendants                       | 29 439       | 28,20        | 23 648      | 22,84       | 0      |
|                | Union pour la défense de la République          | 21 347       | 20,45        | 25 914      | 25,03       | 0      |
|                | Union des républicains de progrès               | 50 786       | 48,64        | 49 562      | 47,87       | 0      |
|                |                                                 |              |              |             |             |        |
|                | Section française de l'Internationale ouvrière  | 18 699       | 17,91        | 25 946      | 25,06       | 1      |
|                | Convention des institutions républicaines       | 6 674        | 6,39         |             |             | 0      |
|                | Fédération de la gauche démocrate et socialiste | 25 373       | 24,31        | 25 946      | 25,06       | 1      |
|                |                                                 |              |              |             |             |        |
|                | Progrès et démocratie moderne                   | 20 598       | 19,73        | 28 023      | 27,07       | 1      |
|                | Parti communiste français                       | 7 627        | 7,31         |             |             | 0      |
|                |                                                 |              |              |             |             |        |
| Inscrits       | Inscrits                                        | 136 526      | 100,00       | 136 512     | 100,00      | 2      |
| Abstentions    | Abstentions                                     | 30 665       | 22,46        | 30 067      | 22,03       |        |
| Votants        | Votants                                         | 105 861      | 77,54        | 106 445     | 77,97       |        |
| Blancs et nuls | Blancs et nuls                                  | 1 477        | 1,4          | 2 914       | 2,74        |        |
| Exprimés       | Exprimés                                        | 104 384      | 98,6         | 103 531     | 97,26       |        |

### Résultats par circonscription

#### Première circonscription (Le Puy-en-Velay - Yssingeaux)
| Candidat       | Candidat                     | Parti          | Premier tour | Premier tour | Second tour | Second tour |  |
| Candidat       | Candidat                     | Parti          | Voix         | %            | Voix        | %           |  |
| -------------- | ---------------------------- | -------------- | ------------ | ------------ | ----------- | ----------- |  |
|                | Jacques Barrot sortant réélu | CD (PDM)       | 20 598       | 38,38        | 28 023      | 54,23       |  |
|                | Jean Proriol                 | RI (URP)       | 16 300       | 30,37        | 23 648      | 45,77       |  |
|                | Louis Exbrayat               | FGDS (CIR)     | 6 674        | 12,44        |             |             |  |
|                | Raymond Rabeyrin             | UDR            | 6 134        | 11,43        |             |             |  |
|                | Jean Souchal                 | PCF            | 3 964        | 7,39         |             |             |  |
|                |                              |                |              |              |             |             |  |
| Inscrits       | Inscrits                     | Inscrits       | 69 687       | 100,00       | 69 673      | 100,00      |  |
| Abstentions    | Abstentions                  | Abstentions    | 15 211       | 21,83        | 15 943      | 22,88       |  |
| Votants        | Votants                      | Votants        | 54 476       | 78,17        | 53 730      | 77,12       |  |
| Blancs et nuls | Blancs et nuls               | Blancs et nuls | 806          | 1,48         | 2 059       | 3,83        |  |
| Exprimés       | Exprimés                     | Exprimés       | 53 670       | 98,52        | 51 671      | 96,17       |  |

#### Deuxième circonscription (Le Puy-en-Velay - Brioude)
| Candidat       | Candidat                    | Parti          | Premier tour | Premier tour | Second tour | Second tour |  |
| Candidat       | Candidat                    | Parti          | Voix         | %            | Voix        | %           |  |
| -------------- | --------------------------- | -------------- | ------------ | ------------ | ----------- | ----------- |  |
|                | René Chazelle sortant réélu | FGDS (SFIO)    | 18 699       | 36,87        | 25 946      | 50,03       |  |
|                | Marcel Raffier              | UDR (URP)      | 15 213       | 30           | 25 914      | 49,97       |  |
|                | Jean de Lachomette          | RI             | 13 139       | 25,91        | Retrait     | Retrait     |  |
|                | Paul Roux                   | PCF            | 3 663        | 7,22         |             |             |  |
|                |                             |                |              |              |             |             |  |
| Inscrits       | Inscrits                    | Inscrits       | 66 839       | 100,00       | 66 839      | 100,00      |  |
| Abstentions    | Abstentions                 | Abstentions    | 15 454       | 23,12        | 14 124      | 21,13       |  |
| Votants        | Votants                     | Votants        | 51 385       | 76,88        | 52 715      | 78,87       |  |
| Blancs et nuls | Blancs et nuls              | Blancs et nuls | 671          | 1,31         | 855         | 1,62        |  |
| Exprimés       | Exprimés                    | Exprimés       | 50 714       | 98,69        | 51 860      | 98,38       |  |